# Galeodes intermedius
Espèce
Synonymes
- Galeodibus intermedius Frade, 1948

Galeodes intermedius est une espèce de solifuges de la famille des Galeodidae.

## Distribution
Cette espèce est endémique de Guinée-Bissau.

## Publication originale
- Frade, 1948 : Escorpiões, Solífugos e Pedipalpos da Guiné Portuguesa. Anais de Junta das Missões Geográficas e de Investigações Colonias, Lisboa, vol. 3, no 4, p. 5–18.